# عبدالرحمن منیف
عبدالرحمن ابراهیم المنیف معروف به عبدالرحمن المنیف (عربی: عبد الرحمن المنيف) (زادهٔ ۲۹ مهٔ ۱۹۳۳ در امان — درگذشتهٔ ۲۴ ژانویهٔ ۲۰۰۴ در دمشق) نویسنده و ادیب سعودی است که از مشهورترین ادبای جهان عرب در قرن بیستم بشمار می‌رود. او توانست واقعیت‌های اجتماعی و کشمکش‌های سیاسی کشورهای عربی علی‌الخصوص کشورهای شورای همکاری خلیج فارس یا در واقع کشورهای نفتی را در نوشته‌هایش منعکس نماید.

## زندگی‌نامه
المنیف در عربستان سعودی به‌دنیا آمد و در عمان، اردن بزرگ شد، او از پدر سعودی و مادر عراقی متولد شد. در سال ۱۹۵۲ او به بغداد رفت تا قانون را مطالعه کند و بعد به قاهره نقل مکان کرد. او مدرک تحصیلی از دانشگاه سوربن و دکترا در اقتصاد نفت از دانشکده اقتصاد بلگراد دریافت کرد.

## ترجمه به فارسی
آثار زیر از عبدالرحمن منیف به فارسی ترجمه شده و به چاپ رسیده‌اند:
- فغان شرق (شرق المتوسط)، ترجمۀ محمد زغول و یدالله احمدی‌ملایری، تهران: معین، ۱۳۸۳.
- پایان‌ها (النهایات)، ترجمۀ یدالله احمدی‌ملایری، تهران: مروارید، ۱۳۹۱.